# Theodor Speranția
Theodor Dimitrie Speranția (n. 4 mai 1856, Onești, Iași — d. 9 martie 1929, București) a fost un scriitor și folclorist român, membru corespondent (1891) al Academiei Române.